# Черкавский, Иван Францевич
Иван Францевич Черкавский (? — 1863) — штабс-капитан командир 3-й роты 4-го Восточно-Сибирского линейного батальона. В 1860 году назначен на должность командира Новгородского и Владивостокского постов.
Возможно, Иван Францевич принадлежит к роду дворян Черниговской губернии — русинов польской нации Czerkawski, внесённых в родословную книгу Черниговской и Киевской губерний, и состоявших на военной службе Его Императорского Величества.

## Биография
Иван Францевич в 1854 году произведён в чин штабс-капитана. С 1854 года Черкавский со своей 3-й ротой 4-го Восточно-Сибирского линейного батальона стал основателем нескольких первых поселений по реке Амур в ходе Амурской экспедиции 1849—1855 годов. С 1858 года вместе с ротой был расквартирован в Хабаровке (ныне Хабаровск), затем в Софийске. С декабря 1859 года рота переведена в Николаевск (ныне Николаевск-на-Амуре).
В 1860 году назначен на должность командира Новгородского (ныне Посьет) и Владивостокского постов, и в мае этого же года, всё также с бойцами 3-й роты 4-го Восточно-Сибирского линейного батальона отправился на транспорте «Манджур» для их основания и строительства. В Порт-Мэе (ныне Золотой Рог) 20 июня была оставлена часть роты под командованием прапорщика Н. В. Комарова. Прибыв 21 июня в бухту Новгородская, Иван Францевич узнал, что пост под командованием П. Н. Назимова уже был выставлен 11 апреля с транспорта «Японец», поэтому в посту образовалось двоевластие — Павел Николаевич командовал моряками, а Иван Францевич солдатами. После отъезда П. Н. Назимова 16 июля, Иван Францевич полностью принял должность коменданта Новгородского поста. Под его началом остались 4 унтер-офицера, 1 фельдшер, 1 денщик и 50 рядовых линейных солдат.
В Новгородском посту Иван Францевич положил начало разработке угля, и был первым, кто составил навигационно-гидрографическую характеристику каждой из внутренних бухт залива Посьета, дал каждой бухте физико-географическую характеристику, с историческими сведениями собранными у аборигенов, а также сделал первые систематические метеорологические наблюдения в Приморье. Эти сведения Черкавский высылал каждые четыре месяца в Петербург в Гидрографический департамент. В зиму с 1860 года на 1861 год Ивану Францевичу с отрядом поста пришлось противостоять хунхузам — отряду хуньчуньский фудутуна из 600 человек, которые совершили нападение на пост, применив снятые с транспорта «Манджур» орудия.
В 1861 году положил начало добычи угля на левом берегу реки Суйфун. Там же начал постройку зимовья, что положило начало современному посёлку Тавричанка. С этого же года здоровье Ивана Францевича было подорвано, и он говорил Е. С. Бурачку, что как только осенью 1863 года исполнится 25 лет службы, то он сразу выйдет в отставку.
18 июля (в других источниках — 13 июля) 1863 года Иван Францевич скончался от туберкулёза в Новгородском посту, похоронен там же, на берегу бухты Постовая.

«Линейные батальоны вынесли на своих плечах все первоначальные работы по постройке церквей, городов, станиц, по организации всех сплавов, сослужив великую службу при занятии Амурского и Уссурийского краев. Нередко не только солдаты, но и офицеры жили в землянках при самых ужасных жизненных условиях. Многие из них умирали от непосильных трудов, лишений и климатических условий. Так погиб и идеальный офицер и человек, капитан Черкавский. Он всегда был впереди своих солдат, нередко работая наравне с ними физически. Мы, штабные, были белоручки сравнительно с этими героями; на нас сыпались награды, а те получали награды не земные, а загробные, находя в могиле, вдали от родины, успокоение от трудов и лишений. Вечная им память и царство небесное!».— Кукель Болеслав Казимирович, 1863 год

## Память
Его именем названы:
- Полуостров во Владивостоке. Среди местных жителей этот полуостров получил распространённое название по названию железнодорожной станции Чуркин, а название — полуостров Черкавского практически не употребляется[11]. Отделяет пролив Босфор Восточный от бухты Золотой Рог. Назван в 1865 — 1866 годах М. А. Клыковым в ходе гидрографических и топографических работ[12].
- Остров в бухте Рейд Паллада между мысом Назимова и мысом Астафьева, залив Посьета, залив Петра Великого, Японское море. Открыт и нанесён на карту экипажем фрегата «Паллада» в 1854 году, назван в 1863 году входе экспедиции подполковника КФШ В. М. Бабкина в честь первого начальника Новгородского поста[13]. 42°37′59″ с. ш. 130°48′12″ в. д.HGЯO[14]
- В 2014 году было предложено назвать автобусную остановку вблизи Владивостокского театра оперы и балета — «Ивана Черкавского»[15]